# Sergent Anderson
Sergent Anderson (Police Woman) est une série télévisée américaine en 92 épisodes de 52 minutes, créée par Robert Collins et diffusée entre le 13 septembre 1974 et le 30 mars 1978 sur le réseau NBC.
En France, la série a été diffusée à partir du 18 juin 1977 sur TF1. Elle a été rediffusée sur RTL9 et Polar (chaîne de télévision).
En Belgique, la série a été diffusée sur AB4 et RTL-TVI.
La série reste inédite en DVD en France.

## Synopsis
Suzanne « Pepper » Anderson est sergent de police au département des mœurs à Los Angeles où elle travaille sous diverses identités afin d'infiltrer les réseaux mafieux. Elle sait faire face, tant bien que mal, à ses problèmes personnels (divorce, sœur autiste...) et mène sa carrière avec beaucoup d'énergie et d'efficacité, ce qui lui vaut d'être très appréciée de ses collègues.

## Distribution
- Angie Dickinson (VF : Danielle Volle) : Suzanne « Pepper » Anderson
- Earl Holliman (VF : Daniel Russo) : Bill Crowley
- Ed Bernard : Joe Styles
- Charles Dierkop (VF : Gérard Hernandez) : Pete Royster

## Épisodes
84 épisodes ont été doublés en français.

### Première saison (1974-1975)
1. Pilote (The Gamble)
2. Le Gang des cinq (The End Game)
3. Fugue en première classe (The Beautiful Die Young)
4. Le sadique au rasoir (Warning: All Wives...)
5. Mystère en vol (Seven-Eleven)
6. Titre français inconnu (Anatomy of Two Rapes)
7. La filière mexicaine (It's Only a Game)
8. Prison pour femmes (Fish)
9. Les Fleurs du diable (Flowers of Evil)
10. L'appât (The Stalking of Joey Marr)
11. Requiem pour une infidèle (Requiem for Bored Wives)
12. Cours de drogue (Smack)
13. Marchands d'enfants (The Child Buyers)
14. Il faut se méfier de tout le monde (Shoefly)
15. La Cible noire (Target Black)
16. Opération derviche tourneur (Sidewinder)
17. Explosive Pepper (Blast)
18. Curieuse disparition (No Place to Hide)
19. Sale temps pour une balance (Nothing Left to Lose)
20. La Compagnie (The Company)
21. Enquête au Mexique (Ice)
22. La vie d'artiste (Bloody Nose)
23. Le Solitaire (The Loner)

### Deuxième saison (1975-1976)
1. Fausse monnaie ou Les Coulisses du pouvoir (Pawns of Power)
2. Sur la piste blanche (The Score)
3. La mariée est trop belle (Paradise Mall)
4. Le défilé de mode (Pattern for Evil)
5. Escroqueries aux assurances (The Chasers)
6. Top modèles (Cold Wind)
7. Cambriolages (Above and Beyond)
8. Adieu Mary Jane (Farewell, Mary Jane)
9. Les Feux de la gloire (Blaze of Glory)
10. Rock, drogue et mort (Glitter with a Bullet)
11. La Purge (The Purge)
12. Blanche et noire (Don't Feed the Pigeons)
13. Dernier contrat (The Hit)
14. Silence (Silence)
15. Mariage noir (Incident Near a Black and White)
16. Les diamants ne sont pas éternels (The Melting Point of Ice)
17. Prêteuse sur gage (The Pawn Shop)
18. Angela (Angela)
19. L'homme de paille (Wednesday's Child)
20. Génération du mal (Generation of Evil)
21. À double face (Double Image)
22. Mère par procuration (Mother Love)
23. Les Anges noirs - 1re partie (Task Force: Cop Killer - Part 1)
24. Les Anges noirs - 2e partie (Task Force: Cop Killer - Part 2)

### Troisième saison (1976-1977)
1. Le Registre (The Trick Book)
2. Les Militants (Tender Soldier)
3. Procès d'intention (Trial by Prejudice)
4. Sarah (Sarah Who?)
5. Les Anges déchus (Broken Angel)
6. Lavage de cerveau (Brain Wash)
7. Bébé connexion (The Lifeline Agency)
8. Les Arnaqueurs de la côte (Tennis Bum)
9. Terreur sur le campus (Bait)
10. La Fin d'un rêve (The Death of a Dream)
11. Recherche désespérément son père (Father to the Man)
12. Titre français inconnu (Once a snitch)
13. Le Tueur aux deux visages (Night of the Full Moon)
14. Titre français inconnu (Barney)
15. Hold-up de charme (Banker's Hours)
16. Disco-meurtres (Disco Killer)
17. L'Ombre d'un doute (Shadow of a Doubt)
18. Titre français inconnu (The Killer Cowboys)
19. Titre français inconnu (Shark)
20. Solitaire (Solitaire)
21. Titre français inconnu (Bondage)
22. Artiste voleur (Silky Chamberlain)
23. Échéance fatale (Deadline: Death)

### Quatrième saison (1977-1978)
1. Battez-vous toujours votre femme ? (Do You Still Beat Your Wife?)
2. La Guerre des polices (Guns)
3. Overdose (Means to an End)
4. Le Trafic de l'ombre (The Inside Connection)
5. Piège pour auto-stoppeuse (Screams)
6. Le Tueur à la fleur (The Buttercup Killer)
7. Joyeux Noël Waldo (Merry Christmas, Waldo)
8. Jeu de mort (Death Game)
9. Ambition (Ambition)
10. Terreur aveugle (Blind Terror)
11. Titre français inconnu (Tigress)
12. Interlude romantique (Sunset)
13. Traite des blanches (The Young and the Fair)
14. Droits humains (The Human Rights of Tiki Kim)
15. Le Sixième Sens (Sixth Sense)
16. La Loi du silence (Sons)
17. Requiem pour Liz Adams (Murder with Pretty People)
18. Expédition punitive (Battered Teachers)
19. Une ombre sur la mer (A Shadow on the Sea)
20. Une employée modèle (Sweet Kathleen)
21. Un enlèvement mouvementé (Flip of a Coin)
22. Oncle Ben rit jaune (Good Old Uncle Ben)

## Commentaires
Cette série est l'une des premières à mettre en scène une femme policier, quelques années avant Cagney et Lacey.
Le pilote est en réalité un épisode de la série Police Story.

## Récompenses
- Golden Globe Award 1975 : Meilleure actrice dans une série dramatique